# Edwin Hardy Amies
Sir Edwin Hardy Amies KCVO (* 17. Juli 1909 in London; † 5. März 2003 ebenda) war ein britischer Couturier und Unternehmer.

## Leben
Amies wurde 1909 geboren als Edwin Amies in Maida Vale, einem bürgerlichen Viertel im Westen von London.
Sein Vater war Architekt, der für das London County Council arbeitete, seine Mutter, deren Geburtsnamen Hardy er später annahm, war bis zu ihrer Heirat Modeverkäuferin, zuletzt bei der Hofschneiderin Madame Durrant in der Dover Street. Nach dem Besuch der Brentwood School in Essex sollte er seine Sprachkenntnisse weiterbilden und wurde zu diesem Zweck nach Deutschland und Frankreich geschickt, kehrte aber 1930 nach England zurück, wo er in einer Modefirma in Birmingham eine Ausbildung absolvierte. Ab 1934 arbeitete er als Modedesigner bei Lachasse in London, wo er Nachfolger von Digby Morton und 1935 Geschäftsführer wurde.

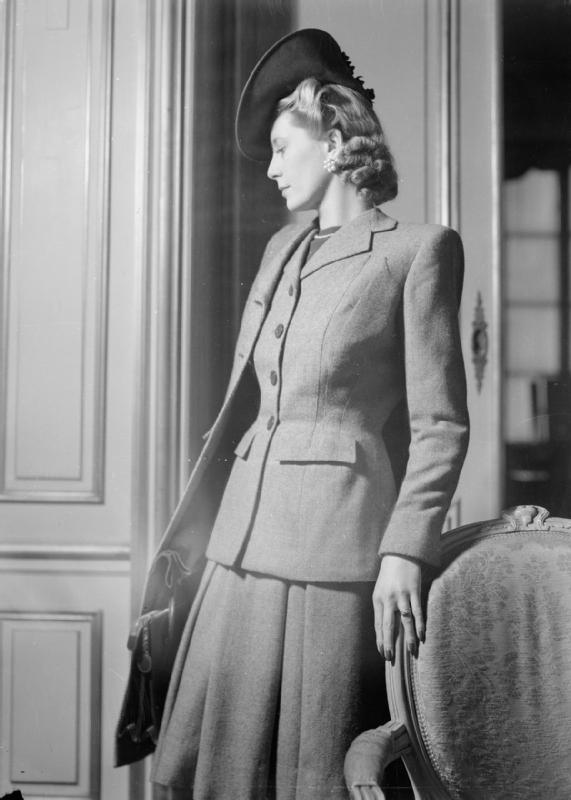
Kostüm von Hardy Amies, Entwurf für die Incorporated Society of London Fashion Designers (1945)

Wegen seiner Sprachkenntnisse wurde er nach Ausbruch des Zweiten Weltkriegs zum britischen Nachrichtendienst Special Operations Executive eingezogen und Leiter der Sektion T für Belgien und im Land eingesetzt, wo er Leiter der Spionage wurde und dadurch auffiel, dass er Namen von Modeaccessoires als Codewörter verwendete.
Zwischenzeitlich arbeitet er aber auch als Modedesigner, da Bedarf nach ressourcensparender, praktischer und gleichzeitig möglichst eleganter Kleidung unter den Bedingungen des Krieges und der Rationierung bestand. Unter anderem entwarf er zusammen mit einer Gruppe führender Londoner Designer eine Kollektion für Südamerika, was zur Gründung der Incorporated Society of London Fashion Designers führte. Diese wurde im März 1942 mit dem Entwurf einer Kollektion zweckmäßiger Kleidung beauftragt, die daraus resultierenden 32 Modelle wurden in Massenproduktion hergestellt und auf den Seiten der Vogue vorgestellt.
Nach seinem Kriegsdienst gründete er 1946 ein eigenes Modehaus Hardy Amies Ltd in einem ausgebombten Gebäude in der Savile Row 14 und hatte bald großen Erfolg mit seinen schlichten, doch eleganten Entwürfen. Seine Entwürfe der Nachkriegszeit mit weichen Schultern und weitem Rock gelten als britische Antwort auf den von Dior 1947 lancierten New Look. Von 1955 an war er Hofschneider von Königin Elizabeth II., deren Ballkleider er bis 1990 entwarf. 1989 wurde er geadelt. 1968 machte er die Kostümentwürfe für Stanley Kubricks Science-Fiction-Film 2001: Odyssee im Weltraum.
Das von Amies gegründete Unternehmen besteht bis heute. 1973 hatte er die Firma vorübergehend an die Kaufhauskette Debenhams verkauft, was sich als Fehlschlag erwies, da es einerseits Amies sehr schwer fiel, nicht mehr die volle Kontrolle auszuüben, und andererseits Debenhams in der Welt der Haute Couture nicht zu agieren verstand. 1980 kaufte Amies das Unternehmen zurück.
Erst 2001, im Alter von 92 Jahren, trat er von dessen Leitung zurück, als er die Firma an die Luxury Brands Group verkaufte.
Im Nachruf des Guardian heißt es über ihn:

“He appreciated the good things in life and was a connoisseur of good food, fine wines and firm male flesh - all of which he enjoyed to the full in his long and distinguished life.”

„Er schätzte die guten Dinge des Lebens und war ein Kenner guten Essens, edler Weine und festen männlichen Fleisches — welche er sämtlich im Laufe seines langen und bemerkenswerten Lebens in vollem Umfang genoss.“

Seine Homosexualität behandelt er bis in die letzten Jahre seines Lebens sehr diskret. Mit seinem Lebensgefährten Ken Fleetwood, Design Director von Hardy Amies Ltd, war er 43 Jahre lang bis zu dessen Tod 1996 zusammen.

## Ehrungen
- 1946, Ordre de la Couronne, Belgien
- 1962, Harper’s Bazaar Award
- 1965, Sunday Times Special Award
- 1977, Commander of the Royal Victorian Order
- 1989, Knight Commander of the Royal Victorian Order
- 1989, British Fashion Council Hall of Fame Award

## Schriften
- Just so far. Autobiographie. Collins, London 1954
- Still here. Autobiographie.  Weidenfeld and Nicolson, London 1984
- The Englishman's suit. A personal view of its history, its place in the world today, its future and the accessories which support it. 1993. Deutsche Ausgabe: Anzug und Gentleman – von der feinen englischen Art sich zu kleiden. Ein persönlicher Blick auf Geschichte, Gegenwart und Zukunft des Anzugs und seines notwendigen „Zubehörs“. Lit, Münster 1997, ISBN 3-8258-3456-5.
- ABC of men's fashion. V&A, London 2007